# Louise-Charlotte de Mecklembourg-Schwerin
La duchesse Louise-Charlotte de Mecklembourg-Schwerin (19 novembre 1779 – 4 janvier 1801) est la grand-mère maternelle d'Albert de Saxe-Cobourg-Gotha, mari de la reine Victoria du Royaume-Uni.
Louise Charlotte est née duchesse de Mecklembourg-Schwerin, son père étant Frédéric-François Ier de Mecklembourg-Schwerin. Sa mère était Louise de Saxe-Gotha-Altenbourg (1756-1808); sa sœur Charlotte-Frédérique de Mecklembourg-Schwerin (1784-1840) épousa le roi Christian VIII de Danemark.

## Biographie
Le 1er novembre 1795, Louise-Charlotte est fiancée avec le roi Gustave IV Adolphe de Suède. L'union a été organisée par Gustaf Adolf Reuterholm, de facto régent de Suède, qui souhaitait garder son influence après la majorité du monarque en ayant une reine qui lui soit redevable. Le roi lui-même a d'abord été d'accord, les fiançailles ont été célébrées dans les cours de Suède et du Mecklembourg et Louise-Charlotte a été mentionnée dans la prière officielle de l'église en Suède. L'impératrice Catherine II, cependant, souhaitait que sa petite-fille Alexandra Pavlovna de Russie devienne reine de Suède, et afficha son opposition. Sur ce, beaucoup de gens dirent au roi que Louise-Charlotte, qu'il n'avait pas vu, n'était pas belle. Dans la même période, le monarque aussi tombé amoureux d'Ebba Modée. Quand le roi a été déclaré majeur en 1796, il a rompu l'engagement. Son père a exigé une compensation. En 1803, la question a été réglée lorsque la ville suédoise de Wismar en Allemagne a été remise au Mecklembourg-Schwerin par un traité de Malmö.
À Ludwigslust le 21 octobre 1797, elle épouse son cousin au deuxième degré Auguste de Saxe-Gotha-Altenbourg. Leur arrière-grand-père Frédéric II de Saxe-Gotha-Altenbourg était l'ancêtre commun du couple. Le mariage a été arrangé, contre sa volonté et elle était malheureuse : son conjoint a abusé d'elle et elle voulait le quitter, mais elle a été forcée par sa famille à rester. Elle a été décrite comme très blonde, pas très attrayante, un peu bossue, mais aussi pleine d'esprit, de talent, cultivée, bien plus ouverte que ce qui était considéré comme idéal pour la période.
Trois ans plus tard, le 21 décembre 1800 au château de Friedenstein autour de 12h45 la Princesse héréditaire de Saxe-Gotha-Altenbourg, donna naissance à son unique enfant, une fille, nommée Louise, qui devint plus tard la femme d'Ernest Ier de Saxe-Cobourg et Gotha, et la mère d'Albert de Saxe-Cobourg-Gotha, époux de la reine Victoria. Cependant, elle n'a jamais récupéré de l'accouchement, et est morte onze jours plus tard, le 1er janvier 1801, à l'âge de 21 ans, avant qu'Auguste ne monte sur le trône de Saxe-Gotha-Altenbourg.

## Titulature
- 19 novembre 1779 – 21 octobre 1797 : Son Altesse Sérénissime la duchesse Louise-Charlotte de Mecklembourg-Schwerin.
- 21 octobre 1797 – 4 janvier 1801 : Son Altesse Sérénissime la princesse héritière de Saxe-Gotha-Altenbourg.